# Babîcivka, Hlobîne
Babîcivka (în ucraineană Бабичівка) este localitatea de reședință a comunei Babîcivka din raionul Hlobîne, regiunea Poltava, Ucraina.

## Demografie
Componența lingvistică a localității Babîcivka
     Ucraineană (94,99%)
     Rusă (3,17%)
     Română (1,34%)
Conform recensământului din 2001, majoritatea populației localității Babîcivka era vorbitoare de ucraineană (94,99%), existând în minoritate și vorbitori de rusă (3,17%) și română (1,34%).